# Деламер, Пьер-Алексис
Пьер-Алексис Деламер (фр. Pierre-Alexis Delamair, 1676, Шатне-Малабри, юго-западный округ Парижа — 25 июля 1745, Агд, Южная Франция) — архитектор французского классицизма, теоретик и градостроитель «большого стиля» эпохи правления Короля-Солнце Людовика XIV (1643—1715). В истории Парижа Пьер-Алексис Деламер считается первым системным градостроителем; разработанные им планы предполагали снос, выравнивание или реконструкцию существующих зданий, прокладку новых улиц и создание площадей. Прежде всего это касалось ветхих и громоздких построек, установленных на мостах через Сену.

## Деламер архитектор-практик
Пьер-Алексис Деламер был сыном каменщика Антуана Деламера. Учился архитектуре практически в департаменте Королевских построек (Bâtiments du Roi) под руководством Робера де Кота. Самая знаменитая постройка Деламера в Париже — Отель Субиз (1705—1709) с эффектным фасадом из сдвоенных колонн, поставленных в два яруса, и полуциркульной колоннадой курдонера. Отель знаменит и тем, что позднее его интерьеры с эффектным «Салоном принцессы» оформил в 1736—1739 годах в стиле рококо архитектор Жермен Бофран.
Другая постройка — соседний Отель Роган (1704—1709), предназначенный для сына принца Субиза, епископа Страсбурга. Другой отель для знаменитой семьи Роган архитектор построил в Страсбурге.

## Деламер теоретик-градостроитель
Предприниматель, теоретик и архитектор, Деламер написал три книги, которые остались в рукописи, в них он развивает новаторские идеи по преобразованию города Парижа (1725). План Деламера предполагал снос устаревших строений и придания столице истинного величия, достойного эпохи Короля-Солнце.
Архитектор планировал соединить мостами и широкими улицами три острова Сены в центре Парижа: Иль-де-ла-Сите, Иль-Сен-Луи и Иль-Лувье и создать единый Иль-де-Пари («Остров Парижа»). Эта идея не была осуществлена, но её в дальнейшем стремились использовать архитекторы Пьер Пат и Шарль де Вайи.
Деламер не ограничился переименованием трёх островов в «Парижский остров»: он предложил придать им важное градостроительное значение, перенеся туда, напротив площади Дофин, здание Ратуши, переименованной в «Плас де Франс». Таким образом, здание могло оставить неподходящее для него место — Гревскую площадь, где казнили преступников, — и разместиться на выгодном участке между двумя берегами. В то время, когда Вольтер, а затем Этьен Ла Фонт де Сен-Йенн писали суровые памфлеты против перенаселённости города архитектор Деламер предложил конкретные идеи по его преображению.

## Галерея

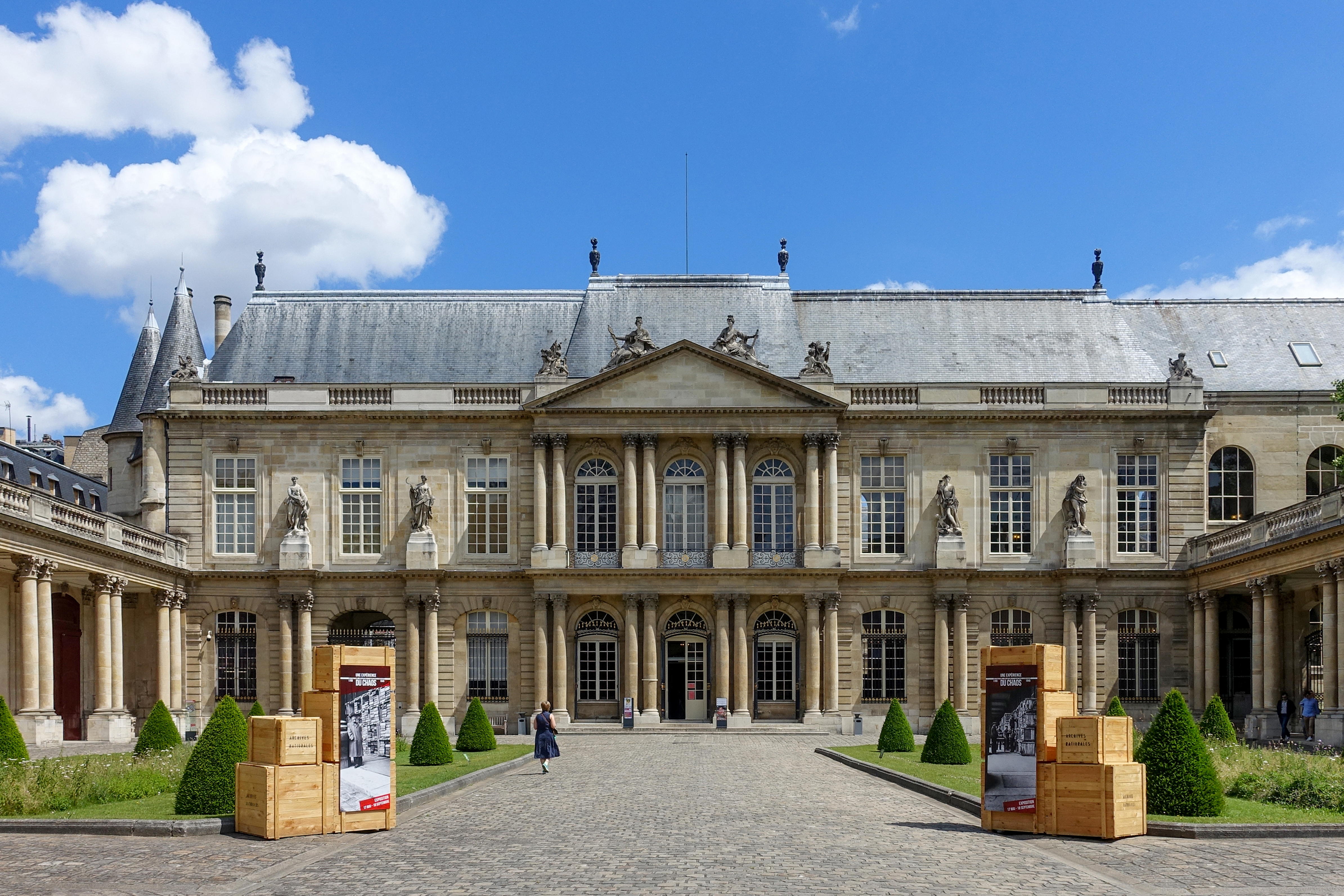
Отель Субиз в Париже. 1705—1709
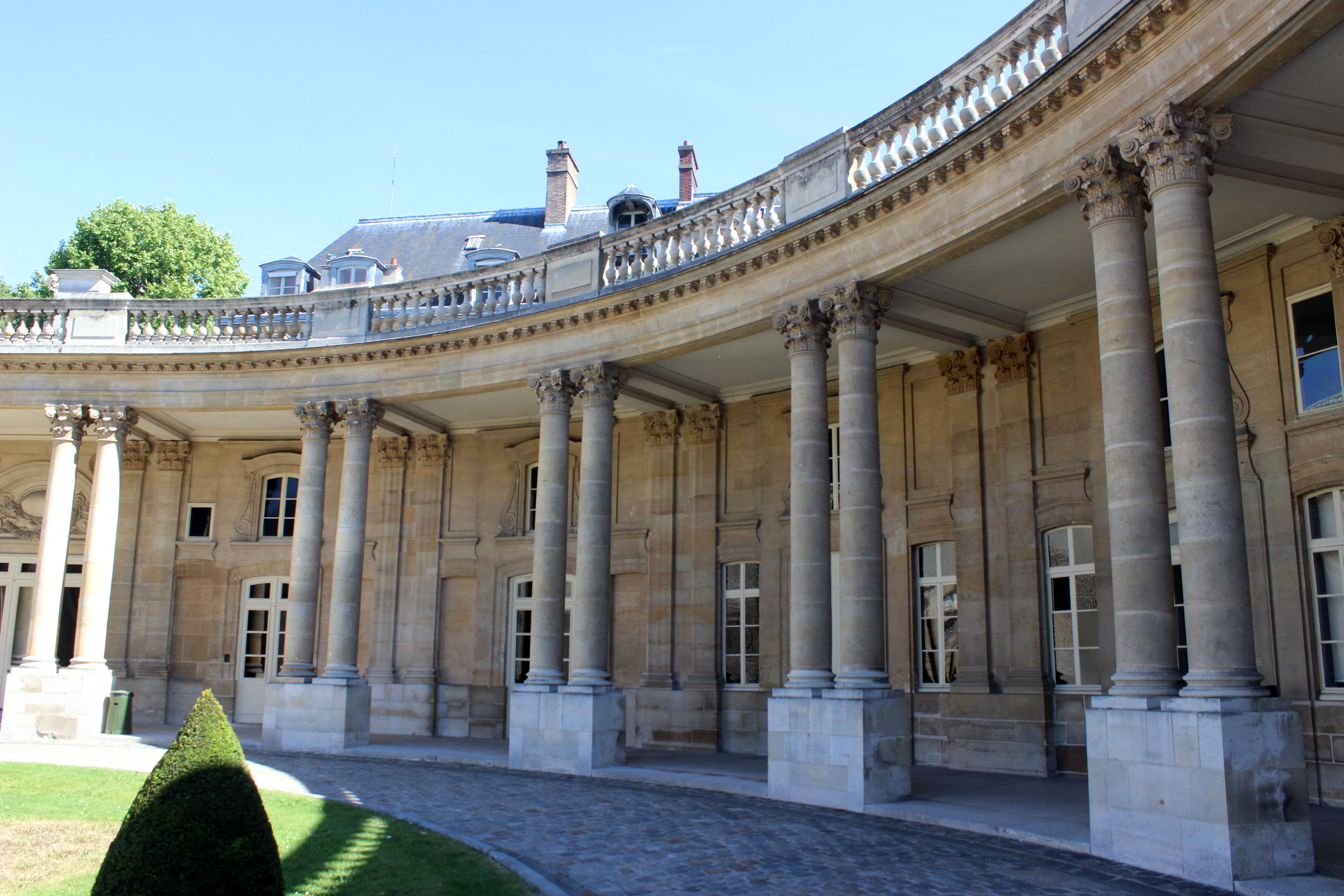
Колоннада Отеля Субиз
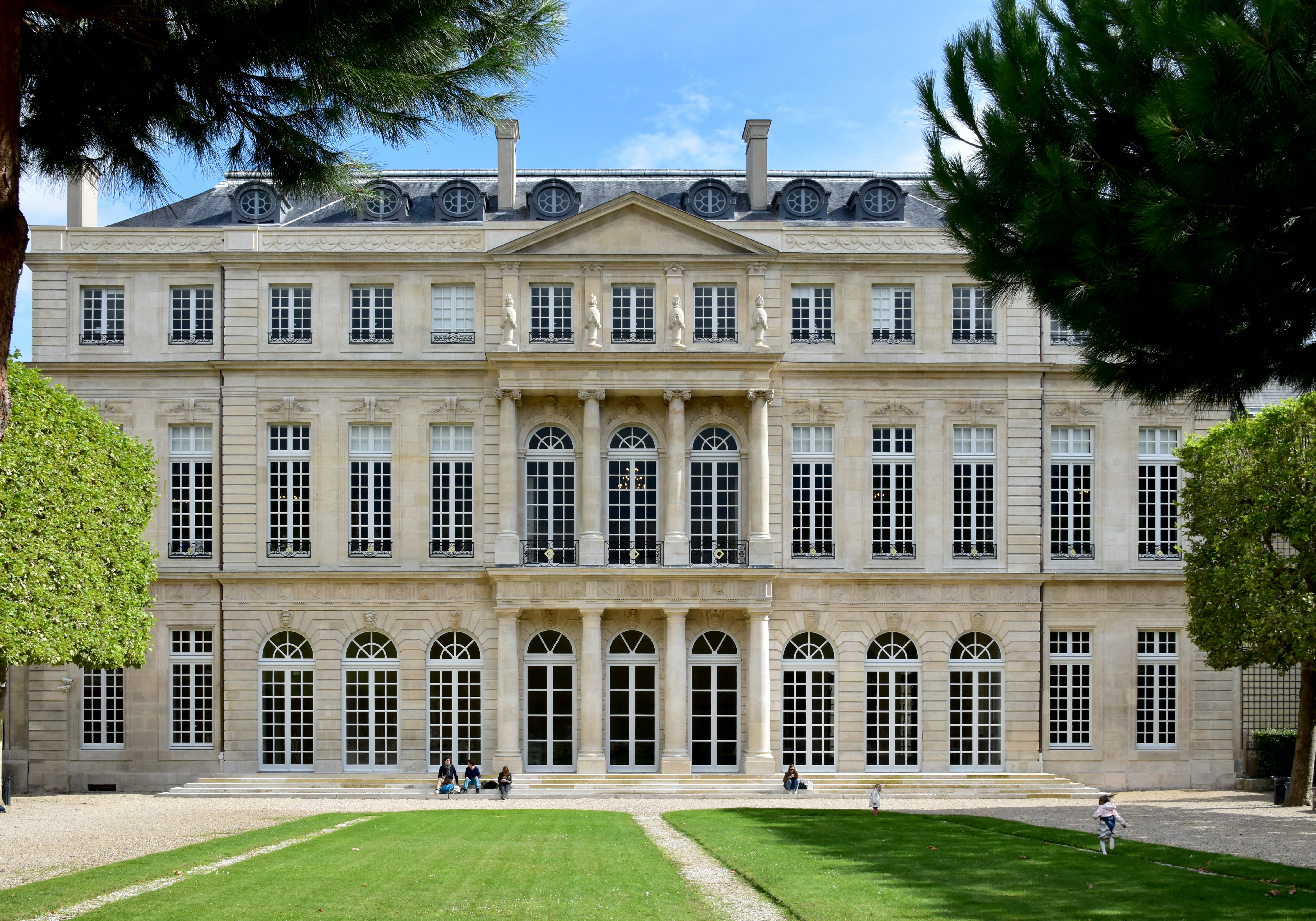
Отель Роган. Главный фасад. 1704—1709. Париж
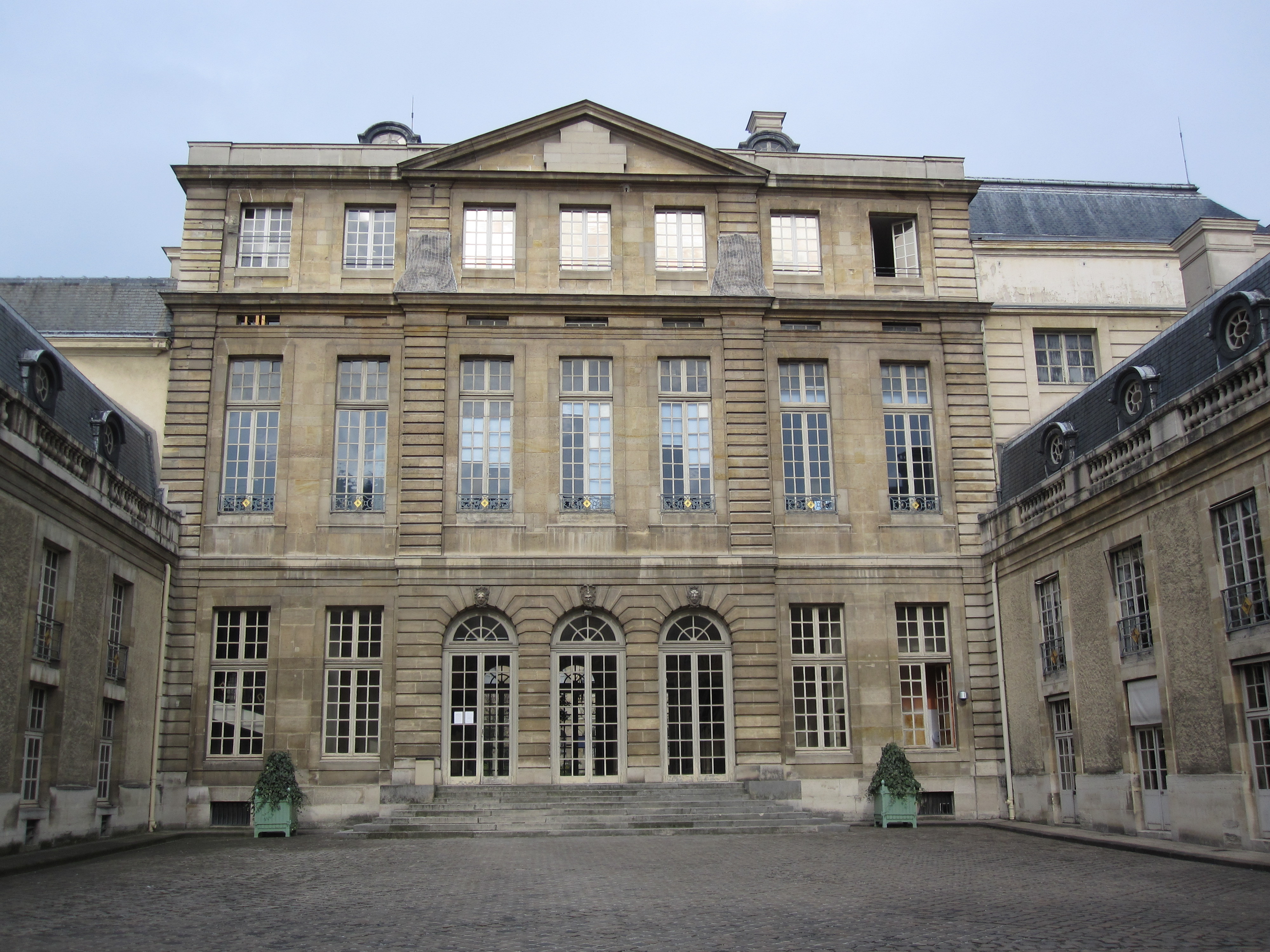
Отель Роган. Курдонер
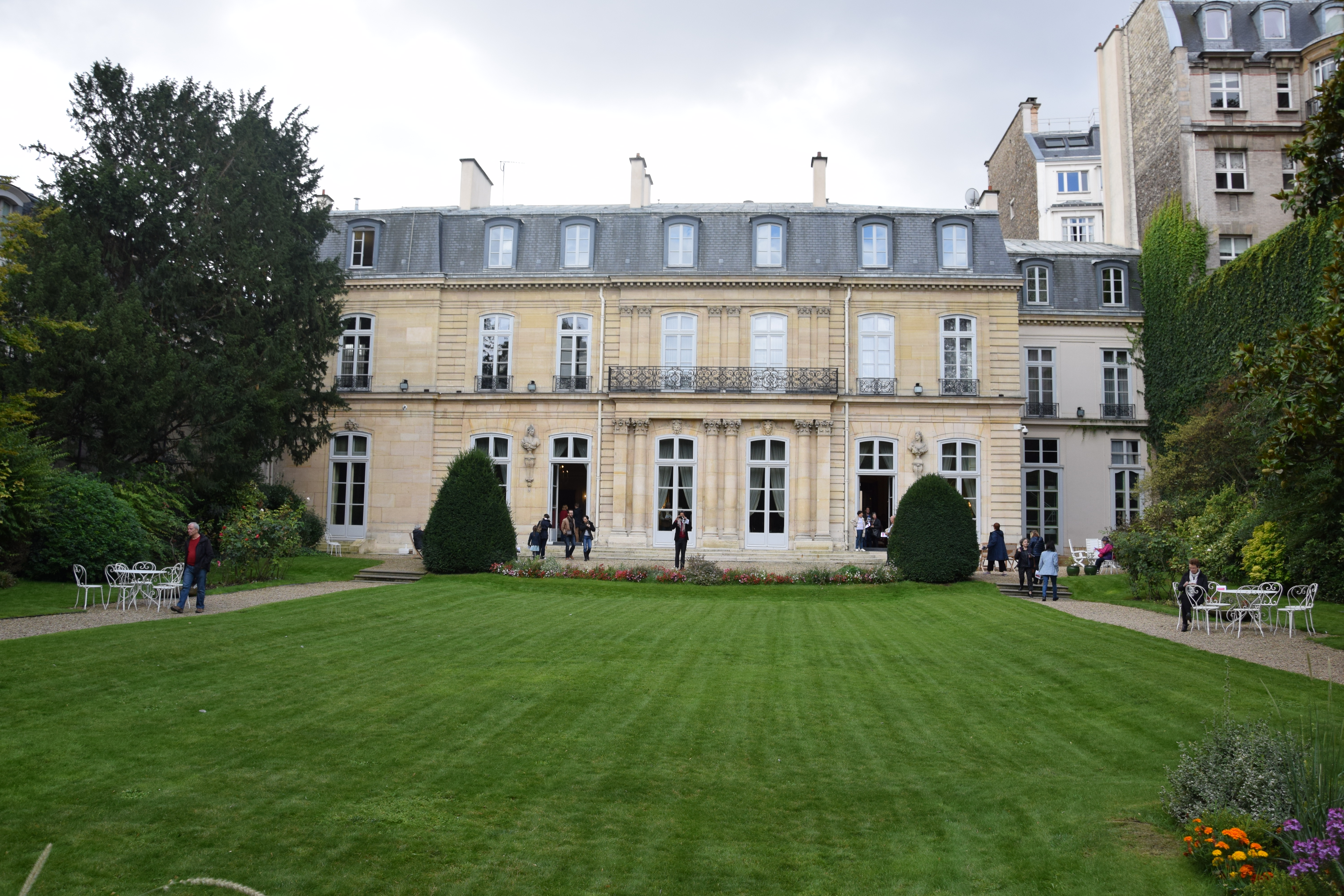
Отель Ханак де Помпадур (Посольство Швейцарии). 1704. Париж
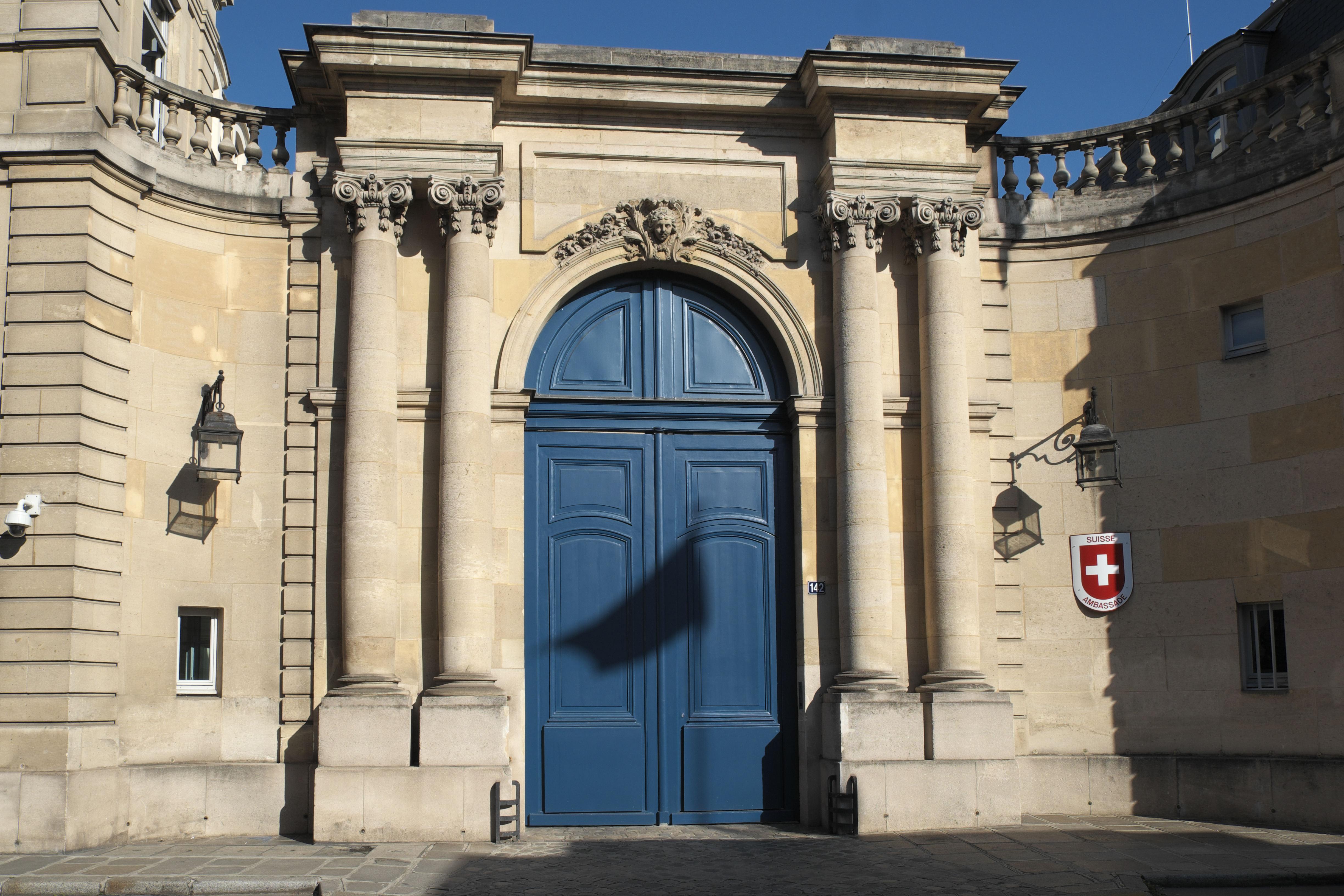
Отель Ханак де Помпадур. Ворота
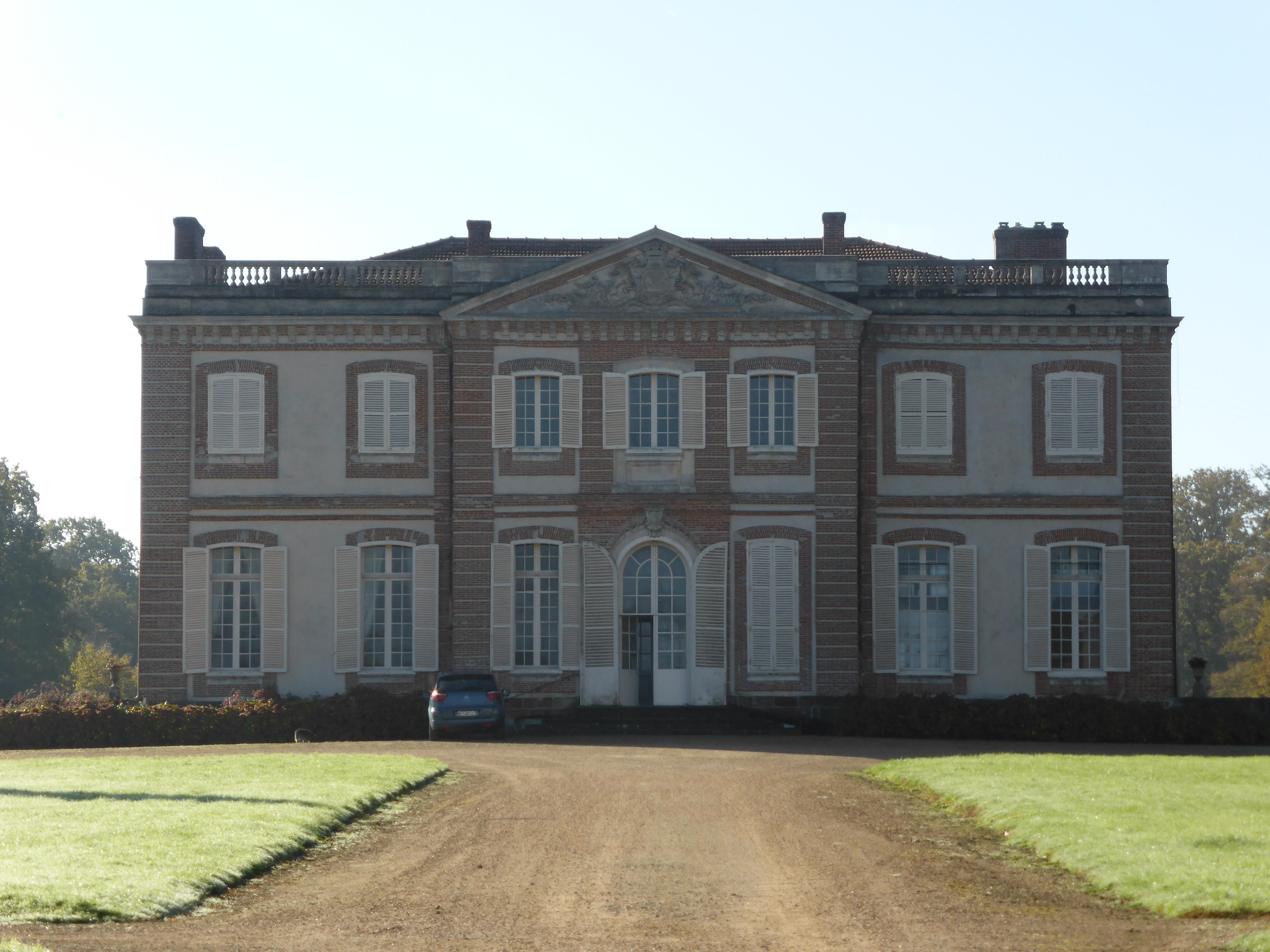
Шато де Шерперрин. 1704. Ориньи-ле-Ру, Верхняя Нормандия